# HMS Partridge (G30)
L'HMS Partridge (Pennant number G30), settima nave da guerra britannica a portare questo nome, è stato un cacciatorpediniere classe P della Royal Navy. Costruito nei cantieri Fairfield Shipbuilding & Engineering Co. (Govan, Scozia) venne impostato il 3 giugno 1940, varato il 5 agosto 1941 ed entrò in servizio il 22 febbraio 1942.

## Servizio
Assegnato alla 12 Flottiglia cacciatorpediniere, dopo un breve periodo in cantiere per delle modifiche, venne designato per scortare la portaerei USS Wasp durante una missione di lancio di aerei verso Malta. Facevano parte della scorta anche l'incrociatore da battaglia Renown, gli incrociatori Cairo e Charybdis e nove cacciatorpediniere. Tornata a Gibilterra dopo la missione il 20 aprile, venne richiamato in patria per servire nella Home Fleet con base a Scapa Flow. Dall'8 maggio tornò però nel Mediterraneo per partecipare ad una nuova missione di lancio di aerei verso Malta, scortando le portaerei Wasp ed Eagle. Venne quindi trattenuto nel Mediterraneo ed aggregato alla Forza H, scortando dal 17 maggio un'analoga missione verso l'isola. Il giorno successivo partecipò alla caccia al sommergibile italiano Mocenigo, dopo che questo aveva attaccato l'incrociatore Charybdis. Nei primi giorni di giugno scortò altre due spedizioni verso Malta, partecipando dall'11 giugno all'Operazione Harpoon, un convoglio navale per rifornire l'isola successivamente sfociato nella battaglia di mezzo giugno. Il 15 giugno, per allontanare le forze italiane dal convoglio, attaccò con i siluri le unità nemiche insieme ai cacciatorpediniere Bedouin, Ithuriel, Matchless e Marne, venendo in seguito danneggiato dal fuoco nemico. Dopo aver eseguito delle riparazioni di fortuna prese a rimorchio la Bedouin gravemente danneggiata, lasciandola però poco dopo per il pericolo di attacchi aerei. Durante il ritorno a Gibilterra venne attaccata da aerei nemici ed ulteriormente danneggiata, giungendo alla base il 17 giugno. Tornata in patria per le riparazioni, entrò in cantiere sul Tyne il 26 giugno.
Tornato in servizio il 20 agosto, venne impiegato dal 28 agosto nella scorta al convoglio WS22 diretto a Freetown, in Sierra Leone. Tornata nel Regno Unito nella seconda metà di settembre, venne trasferito il mese successivo nella 3 Flottiglia cacciatorpediniere in preparazione degli sbarchi in Nord Africa, denominati Operazione Torch. L'8 novembre, giorno degli sbarchi, venne impiegato nella Task Force orientale al largo di Algeri di scorta alle navi da battaglia Duke of York, Nelson e Rodney e alle portaerei Victorious e Formidable.
Il mese successivo, alle 08,06 del 18 dicembre 1942, durante un pattugliamento antisom, venne attaccato e affondato al largo di Orano dall'U-Boot tedesco U-565. Tre ufficiali e 35 marinai morirono nell'affondamento, mentre 173 sopravvissuti vennero recuperati dal cacciatorpediniere Penn.